# Alphonse Juin

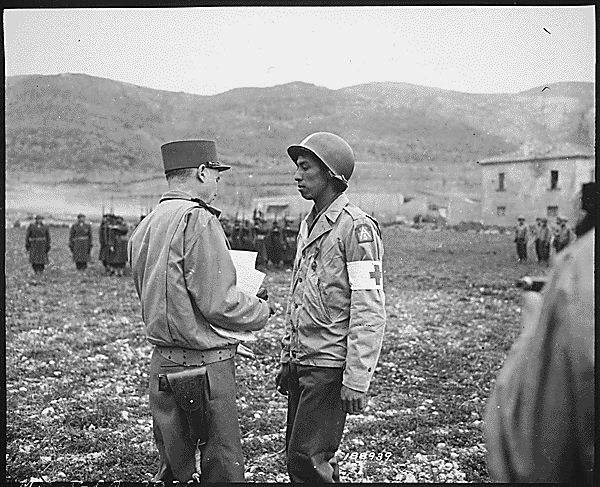
Alphonse Juin decoreert een soldaat

Alphonse Pierre Juin (Bône (Algerije), 16 december 1888 – Parijs, 27 januari 1967) was een Franse generaal tijdens de Tweede Wereldoorlog en later maarschalk van Frankrijk.

## Biografie
Juin studeerde in 1912 af aan de École Spéciale Militaire de Saint-Cyr. In 1914 was hij in Marokko waar hij bevel voerde over inheemse troepen. Na de uitbraak van de Eerste Wereldoorlog werd Juin naar het westfront in Frankrijk gezonden waar hij in 1915 gewond raakte.
Na de oorlog studeerde hij aan de École de guerre en had uitstekende resultaten. Hij koos ervoor om in Afrika te dienen, eerst onder bevel van Hubert Lyautey, dan onder van Philippe Pétain en Henri Giraud. Hij diende in de verschillende staven van de Afrikaanse officieren.
In 1938 werd Juin genomineerd om bevel te voeren over een brigade. Tijdens de uitbraak van de Tweede Wereldoorlog voerde hij bevel over de 15de Gemotoriseerde Infanteriedivisie. De divisie werd tijdens de Slag om Frankrijk in mei-juni 1940 bij Rijsel omsingeld en Juin werd gevangengenomen. Tot 1941 was Juin krijgsgevangen in Festung Königstein. In datzelfde jaar werd Juin op voorspraak van Vichy vrijgelaten en door hen benoemd om het bevel te voeren over Franse troepen in Noord-Afrika.
Na de invasie van Algerije en Marokko in november 1942 door Britse en Amerikaanse troepen veranderde Juin van zijde en gaf generaal Barrés troepen in Tunesië bevel om zich tegen de Duitse en Italiaanse troepen te verzetten.
Zijn grote vaardigheden kwamen tijdens de Italiaanse campagne tevoorschijn, hij voerde bevel over het Franse Expeditiekorps (French Expeditionary Corps, FEC) in het Amerikaanse Vijfde Leger. De expertise van berggevechten van het korps kon goed gebruikt worden. De FEC was in mei 1944 een van de cruciale factoren in de doorbraak van de Gustav-linie. Het was Juin die het plan maakte voor de doorbraak van de Gustav-linie; hij nam de Belvedère en Monte Majo in, viel de Liri-vallei aan, won de slag van de Garigliano, de slag ten oosten van Rome en speelde een belangrijke rol in de slag bij Siena.
Juin was chef-staf van de Franse troepen en vertegenwoordigde Frankrijk bij de Conferentie van San Francisco. Hij was ook verantwoordelijk voor de organisatie van het Franse leger en had contact met zowel de Supreme Headquarters Allied Expeditionary Force als met generaal de Lattre de Tassigny, bevelhebber van het Franse Eerste Leger.
In 1947 keerde Juin terug naar Marokko als resident-generaal. Hij was tegen de Marokkaanse pogingen voor onafhankelijkheid. In 1951 kreeg Juin een NAVO-positie, hij kreeg tot 1956 het bevel over de Allied Joint Force Command Brunssum. Tijdens zijn tijd bij de NAVO werd Juin in 1952 gepromoveerd tot maarschalk van Frankrijk. Hij was daarmee de laatste Franse generaal - en de enige sinds de Tweede Wereldoorlog - die tijdens zijn leven de maarschalkstaf ontving (de anderen werden postuum maarschalk). In datzelfde jaar werd hij verkozen tot lid van de Académie française.
In 1962 nam maarschalk Juin ontslag uit zijn functies, omdat hij het als geboren pied-noir niet eens was met de onafhankelijkheid van Algerije. Hij nam echter niet deel aan de complotten van Franse generaals om die onafhankelijkheid te verhinderen.

## Decoraties
- Grootkruis in het Legioen van Eer
- Médaille militaire
- Croix de guerre 1914-1918
- Croix de guerre 1939-1945
- Croix de guerre des Théâtres d'opérations extérieures